# Frihetens Cirklar
Frihetens Cirklar, l'Associazione Nazionale Circoli della Libertà är en politisk rörelse i Italien, bildad den 20 november 2006 av affärskvinnan Michela Vittoria Brambilla.
Frihetens Cirklar har över 6 000 lokalavdelningar runt om i landet. 
Inofficiellt tidningsorgan för rörelsen är il Giornale della Libertà.
I parlamentsvalet 2008 ingick Frihetens Cirklar i valalliansen Frihetens folk. 